# Henrik Dahl
Olof Henrik Dahl, född 18 november 1964 i Stockholm, är en svensk skådespelare och regissör. Han utbildades på Teaterhögskolan i Malmö åren 1991–1994.

## Filmografi
- 1997 – Vänta en vecka
- 1998 – Aspiranterna (TV-serie)
- 1999 – Insider (TV-serie)
- 1999 – Ett litet rött paket (TV-serie)
- 2001 – Greetings
- 2002 – Hjälp! Rånare! (TV-serie)
- 2007 – Allt om min buske
- 2007 – Beck – Gamen
- 2008 – Kungamordet (TV-serie)
- 2008 – Låt den rätte komma in
- 2010 – Den fördömde (TV-serie)
- 2013 – Vi är bäst!

## Teater

### Roller (ej komplett)
| År   | Roll | Produktion                  | Regi        | Teater            |
| ---- | ---- | --------------------------- | ----------- | ----------------- |
| 2016 |      | Vår tids fruktan och elände | Henrik Dahl | Teater Tribunalen |

### Regi (ej komplett)
| År   | Produktion                  | Upphovsmän | Teater            |
| ---- | --------------------------- | --- | ----------------- |
| 2016 | Vår tids fruktan och elände | Bertolt Brecht, Åsa Lindholm, Jan Käll, Helena Sandström Cruz, Richard Turpin, Sara Israelsson, Henrik Dahl, Emelie Florén, Lucas Krüger, Felicia Ohly, Anna Lyons och Johanna Emanuelsson | Teater Tribunalen |